# Переяславское
Перея́славское (укр. Переяславське) — село, входит в Переяслав-Хмельницкий район Киевской области Украины.
Население по переписи 2001 года составляло 1382 человека. Почтовый индекс — 08420. Телефонный код — 4567. Занимает площадь 2,72 км².

## Местный совет
08420, Київська обл., Переяслав-Хмельницький р-н, с.Переяславське, вул.Привокзальна,27